# Liselotte Lüscher
Liselotte Lüscher (* 1934) ist eine Schweizer Erziehungswissenschaftlerin und Politikerin (SP).
Lüscher promovierte 1995 bei Jürgen Oelkers an der Universität Bern und arbeitete anschliessend als Lehrbeauftragte am dortigen Pädagogischen Institut. Von 1993 bis 2008 war Lüscher Mitglied im Berner Stadtrat (Legislative). Ab 2004 war sie Mitglied der Kommission für Gleichstellungsfragen des Kantons Bern.
Mit 86 Jahren veröffentlichte sie 2020 eine Anthologie von 193 Gedichten, welche sie zwischen 1957 und 2019 geschrieben hatte. In der Einleitung schrieb sie, dieses Buch sei „sozusagen ein letztes Aufbäumen“ gegen ihr Gehenmüssen.

## Schriften (Auswahl)
- Text zu: Hans Ulrich Lehmann: Kantate für Sopran, Flöte, Viola, Horn und Harfe. Partitur, 1962.
- Mit Lydia Scheier und Urs K. Hedinger: Das Funkkolleg «Sozialer Wandel» in der Schweiz: Nutzung und Beurteilung durch die Teilnehmer; Untersuchung zu einer neuen Form der Erwachsenenbildung (= Aargauer Beiträge zur Bildungsforschung. Bd. 5). Sauerländer, Aarau 1980, ISBN 3-7941-2038-8.
- Geschichte der Schulreform in der Stadt Bern von 1968 bis 1988: Eine Analyse des Vorgehens und der Widerstände. Peter Lang, Bern 1997, ISBN 3-906754-67-7 (= Dissertation, Universität Bern, 1995).
- Eine Frau macht Politik: Marie Boehlen, 1911–1999. Limmat, Zürich 2009, ISBN 978-3-85791-591-8.
- Von der Sekundarschule zur Gesamtschule? hep verlag, Bern 2016, ISBN 978-3-0355-0539-9.
- …sozusagen als Tagebuch: Gedichte. edition 8, Zürich 2020, ISBN 978-3-85990-409-5.